# 소년 요하네스
《소년 요하네스》(De kleine Johannes)는 반 에덴의 작품이다. 1885년 De Nieuwe Gids를 통해 첫 출판되었다.
자신의 소년시절을 회고하여 정신생활을 철학적·환상적으로 엮은 얘기로, 산문시와 같은 그의 단정·순수한 문장을 읽기 위해서라도 네덜란드어를 배울 가치가 있다고까지 찬양된 작품으로 세계 여러 나라 말로 번역되고 연구되고 있다.